# Карамали (Іглінський район)
Карамали́ (рос. Карамалы, башк. Ҡарамалы) — село у складі Іглінського району Башкортостану, Росія. Входить до складу Акбердінської сільської ради.
Населення — 381 особа (2010; 380 в 2002).
Національний склад:
- башкири — 81 %